# Mulberry Street (película)
Mulberry Street es una película de terror y ciencia ficción de Estados Unidos estrenada en 2006 dirigida por Jim Mickle, escrita por Nick Damici y Jim Mickle, y protagonizada por Nick Damici, Kim Blair y Ron Brice. Fue distribuida por After Dark Films como parte de sus 8 películas para morir de 2007. La película tiene lugar en un complejo de departamentos en la calle Mulberry en Manhattan donde se desarrolla una infección transmitida por las ratas que transforma a las personas en seres mitad rata.

## Argumento
Las noticias de Manhattan anuncian que las ratas están propagando una enfermedad desconocida y horrible que hace que sus víctimas se transformen en criaturas como ratas. Una vez mordidas, las personas se convierten rápidamente en criaturas rabiosas con la apariencia y los hábitos alimenticios de las ratas, y solo ven a sus antiguos amigos y vecinos como fuente de alimento. Clutch, un boxeador retirado, espera con nerviosismo el regreso a casa de su hija soldado, Casey, que acaba de regresar de un período de servicio en Irak, pero primero tiene que proteger a los otros inquilinos, ya que las ratas-zombis infestan rápidamente todo el vecindario.
Las autoridades intentan bloquear todo acceso o salida de la ciudad para controlar la infección, sin embargo, todos los hospitales de la ciudad quedan abarrotados por los infectados. Cuando Clutch y el resto de los personajes de la película se dan cuenta de la gravedad de la situación, los infectados han invadido gran parte de la ciudad y las calles son muy peligrosas, con la policía aparentemente abrumada e incapaz de responder. Los sobrevivientes se resguardan en el complejo de departamentos mientras la noticia del brote y la subsiguiente cuarentena de Manhattan estalla en la televisión y la radio, esperando el rescate prometido por los militares, que el gobierno promete que pronto comenzará a restablecer el orden en Manhattan.

## Elenco
- Nick Damici como Clutch
- Kim Blair como Casey
- Ron Brice como Coco
- Bo Corre como Kay
- Tim House como Ross
- Larry Fleischman como Charlie
- Larry Medich como Frank
- Javier Picayo como Otto
- Antone Pagán como Peter Pace
- John Hoyt como Big Vic
- Lou Torres como Larry el cantinero
- Larry Fessenden como el hombre detrás de la puerta

## Producción
Jim Mickle y Nick Damici se conocieron mientras trabajaban en una película de tesis durante la universidad. Se les ocurrió la idea de una película de zombis apegada al estilo clásico (como las películas de George A. Romero) llamada Dead of Night, pero el presupuesto era inalcanzable para ellos. Tim House se ofreció a aportar $10,000, y el concepto y el estilo se modificaron para ajustarse a ese presupuesto. Eventualmente, la película creció a partir de ahí y se transformó en algo menos tradicional. Mickle y Damici se inspiraron en sus vecinos del complejo de departamentos para realizar a los personajes e incluso muchos de ellos están interpretados por los mismos vecinos. La película se rodó en tres semanas y media. 

## Lanzamiento
Damici y Mickle tuvieron problemas para mantener el título ya que los distribuidores querían nombrar la película con un título más aterrados. Damici y Mikle, sin embargo, han querido hacer hincapié en el tema de la gentrificación . 
Mulberry Street fue estrenada en el Festival Internacional de Cine de Estocolmo el 16 de noviembre de 2006 y el 9 de noviembre del año siguiente en cines a través de After Dark Films. Se incluyó en el DVD After Dark Horrorfest 2007, lanzado el 18 de marzo de 2008.

## Recepción
Rotten Tomatoes, un agregador de reseñas de Estados Unidos, establece que el 70% de los diez críticos encuestados dieron a la película una reseña positiva; la calificación promedio fue 6.9/10. Jay Weissberg de Variety lo llamó "un corte por encima de la mayoría de los horrores de presupuesto cero" que puede convertirse en una película de culto . Bloody Disgusting lo calificó con 2/5 estrellas y escribió: "El concepto es sólido pero la ejecución está plagada de problemas". Joshua Siebalt de Dread Central lo calificó con 4/5 estrellas y lo recomendó a las personas que quieren "un ataque cardíaco claustrofóbico tenso y aterrador". Jeremy Knox de Film Threat lo calificó con 4.5 / 5 estrellas y escribió: "En mi cabeza, realmente no puedo pensar en otro ejemplo reciente de realización de películas en su forma más pura que supere a Mulberry Street ". Scott Collura de IGN escribió que la película se eleva por encima de sus limitaciones por sus personajes realizados por expertos y sus temas sutiles. Steve Biodrowski de Cinefantastique lo llamó "mitad brillante y mitad bien", criticando la iluminación y la cinematografía de la película. Ian Jane de DVD Talk la calificó con 3,5/5 estrellas y escribió: " Mullberry St. fue una película de terror sorprendentemente atractiva. Se mueve a un gran ritmo, presenta algunas interpretaciones muy sólidas y, aunque puede tomar demasiado prestado de algunas otras películas, al menos lo hace muy bien". Paul Pritchard, crítico de DVD Verdict lo calificó como "una pequeña sorpresa sorprendentemente efectiva que, aunque está lejos de ser perfecta, nunca es aburrida y bien vale los 84 minutos del tiempo de cualquiera".